# ルノー・ラビレニ
ルノー・ラビレニ（Renaud Lavillenie、1986年9月18日 - ）は、フランスの男子陸上競技選手、専門は棒高跳。シャラント県バルブジュー＝サン＝ティレール出身。身長177cm、体重69kg。ロンドン五輪金メダリスト。
弟のヴァランタン・ラビレニ (Valentin Lavillenie) も棒高跳の選手である。

## 経歴

### 2008年まで
2007年のヨーロッパU23選手権がラビレニにとって初めての国際大会への出場であり、この時は5m30で10位に終わっている。
2008年3月バレンシアで開催された世界室内選手権では予選敗退となっている。2008年6月ヴィルヌーヴ＝ダスクの競技会にて残した5m65がラビレニの屋外の自己ベストであった。

### 2009年
2008年12月セーヌ＝サン＝ドニ県オルネー＝スー＝ボワで開催された室内競技会では5m81の記録を残した。
3月にトリノで開催されたヨーロッパ室内選手権に初出場し、5m81のシーズンベストタイ記録で優勝した。これがラビレニの国際大会における初めての優勝であった。
5月モゼル県フォルバックで開催された競技会では屋外自己ベストを更新する5m80の跳躍を見せ、ロマン・メニルを破った。直後の6月ピュイ＝ド＝ドーム県オービエールで開催された競技会で5m96を記録し、自己ベストを大きく更新した。
その1週間後の6月21日にレイリアで開催されたヨーロッパチーム選手権では6m01を記録し自己ベストを更新、優勝した。この記録は2009年世界最高記録となった。
8月の世界選手権では5m80の記録を残し、スティーブン・フッカー、メニルに次ぐ3位となった。

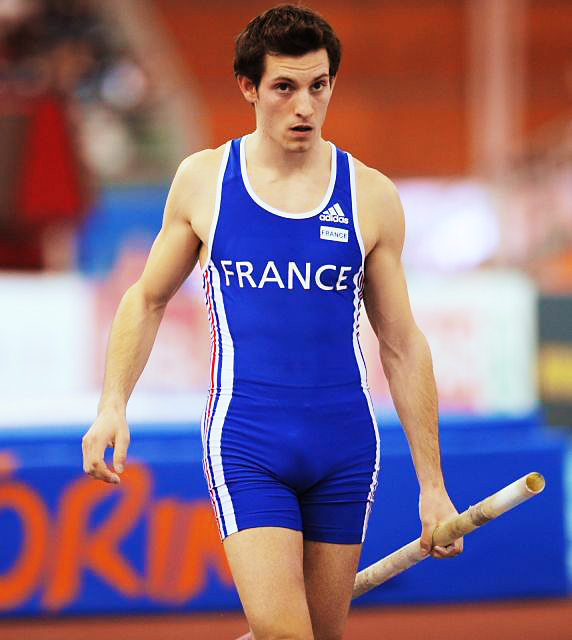
2009年ヨーロッパ室内陸上競技選手権にて

### 2010年
3月の世界室内選手権では2008年大会と同じく予選落ちとなっている。
9月のIAAFコンチネンタルカップでは5m90の記録を残し、フッカーに次ぐ2位となった。

### 2011年
3月のヨーロッパ室内陸上競技選手権大会で6m03の大会新記録及びフランス室内新記録（当時）で優勝し、2連覇を果たした。6m03を1回目で成功させた後、成功すれば世界新記録となる6m16に挑戦したがこれは3回とも失敗した。この大会には屋外・室内の世界記録保持者でもあるセルゲイ・ブブカも観戦に訪れていた。
同年8月の世界陸上選手権大会では5m85の記録を残し、パヴェル・ヴォイチェホフスキ、ラザロ・ホルヘスに次ぐ2大会連続の3位となった。

### 2012年
3月の世界室内選手権では3度目の出場でビョルン・オットー、ブラッド・ウォーカーを抑え5m95の記録で初優勝した。

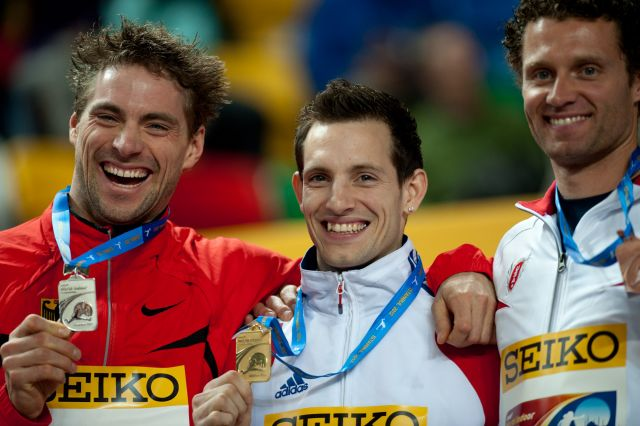
2012年世界室内選手権にて
左からオットー、ラビレニ、ウォーカー

7月のヨーロッパ選手権ではビョルン・オットーとの優勝争いが6m02まで縺れたがこれを制し、5m97の記録で2連覇を果たした。
8月のロンドン五輪では5m65、5m75、5m85を全て1回で成功させ5m85終了時点では暫定1位だったが、オットー、ラファエル・ホルツデッペのドイツ勢が5m91を1回目で成功、一方のラビレニは1回目を失敗したことにより逆転され暫定3位となった。5m91の2回目以降をパスしバーの高さを5m97に上げた。1回目は失敗したがラストチャンスとなる2回目で成功し暫定1位に返り咲いた。ラビレニが5m97を跳んだときトラックでは男子の4×400mリレーが行われており会場は大歓声に包まれていた。ホルツデッペは5m97を3回失敗し3位が確定、オットーは5m97の3回目をパスし6m02に挑戦したが失敗、これによりラビレニの優勝が決まった。その後6m02に1回、6m07に2回挑戦したがこれは成功させることができなかった。
優勝記録の5m97は五輪新記録であり、ラビレニの屋外セカンドベストタイの記録である。
ちなみに1位から3位の顔ぶれは7月に行われたヨーロッパ選手権と全く同じであり、優勝記録も同じであった。また決勝で記録の残った12人は全員ヨーロッパの人間だった。
フランス人が陸上競技で金メダルを獲得するのは16年前にジャン・ガルフィオンが同じく男子棒高跳で金メダルを獲って以来のこととなった。

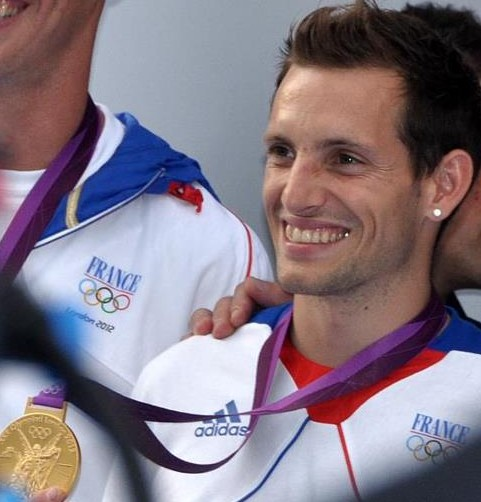
2012年ロンドン五輪にて

2010年より新設されたIAAFダイヤモンドリーグのダイヤモンドレース男子棒高跳種目において、ラビレニは2010年から2014年にかけて5年連続で年間優勝を果たしている。2012年の年間優勝者になったことにより2013年モスクワ世界陸上のワイルドカードを獲得した。またこれによりラビレニは、2012年の主要タイトルを全て獲得したことになった。
シーズン終了後、ラビレニはコーチをダミアン・イノセンシオからフィリップ・ダンコースに変更した。

### 2013年
3月のヨーロッパ室内選手権では、5m61、5m76、5m86、5m91、5m96、6m01を全て1回で成功させ、男子棒高跳では初となる大会3連覇を果たした。優勝が決まったあと、成功すれば選手別パフォーマンス歴代2位となる6m07に挑戦したが2回失敗、3回目の跳躍ではバーは落ちなかったがバーが留まったのがバー止めの上ではなくバー止めを支える器具の上だったため、IAAFのルール により成功とは見なされなかった。
2位となったオットーは2012年から全ての主要大会（世界室内、欧州選手権、ロンドン五輪、そしてこの欧州室内）でラビレニに次ぐ2位となっている。
7月27日、IAAFダイヤモンドリーグ・ロンドン大会において自身の持つフランス屋外記録を1cm上回る6m02を成功させた。
8月の世界陸上では弟のヴァランタン・ラビレニと共にフランス代表に選ばれ、共に決勝に進出した。
3大会連続の出場となったラビレニは初優勝を目指したが、決勝では5m65と5m82をそれぞれ1回失敗し、5m89にバーの高さが上がった時点では暫定で4位だった。その5m89は3回目で成功、暫定2位と追い上げた。しかし次の高さである5m96は成功させることができず、銀メダルに終わった。
優勝したのはドイツのラファエル・ホルツデッペで、記録はラビレニと同じ5m89だったが、ホルツデッペはこれを1回目で成功させたために金メダルを獲得した。
3位にはドイツのビョルン・オットーが記録5m82で入った。
メダリストの顔ぶれは一年前のロンドン五輪と同じであった。
9月15日から16日にかけてフランス、タランスで開催されたDecastarという混成競技の大会に出場。自身初となる十種競技に挑戦した。結果は6676点だった。

### 2014年
2013年12月21日、フランス、オルネー＝スー＝ボワの大会で5m93をクリア、これは12月の記録としては歴代最高である。
1月26日、ルーアンの大会で自身のフランス室内記録を1cm更新する6m04をクリア。
1月31日、ポーランドブィドゴシュチュの大会で6m08をクリア、1週間前に自身が更新したフランス室内記録を4cm更新した。この記録は1月の記録としては歴代最高である。6m08を跳んだことによりラビレニは屋外室内を合わせた選手別世界歴代2位となった。パフォーマンス別でも6m08は室内世界歴代7位の記録であった（屋外を合わせると世界歴代8位）。
2月15日、ウクライナドネツクで開催されたPole Vault Starsにて、6m16をクリア、21年ぶりに男子棒高跳の世界記録を更新した。Pole Vault Starsは1990年にセルゲイ・ブブカによって設立された競技会であり、1993年2月21日にブブカが前世界記録の6m15を打ち立てたのもこの競技会である。毎年この競技会にはブブカも観戦に訪れており、ラビレニはブブカの目の前で世界新記録を打ち立てることとなった。6m16をクリアした後に挑んだ6m21で足首を怪我、この怪我により同年の世界室内選手権は欠場することになった。
8月16日、スイスのチューリヒで行われたヨーロッパ選手権で5m90を跳び同大会3連覇を果たした。
IAAFダイヤモンドリーグにおいて史上初となる5年連続の年間優勝を達成した。
9月に開催された第2回IAAFコンチネンタルカップに2大会連続ヨーロッパ代表として選出され、5m80を跳び1位となった。

### 2015年
3月7日、プラハで行われたヨーロッパ室内選手権において6ｍ04を跳び自身の持っていた大会記録を更新して優勝、同大会4連覇を果たした。
5月30日、IAAFダイヤモンドリーグユージーン大会において6ｍ05を跳び、自身の持つフランス屋外記録を3cm更新した。6m05はマクシム・タラソフ、ドミトリー・マルコフと並ぶ世界歴代2位タイ（屋外）の記録である。
8月24日、世界陸上選手権大会では4度目の出場で初の金メダルを狙った。しかし5m80で銅メダルとなり、世界選手権のメダルは通算4つとなったが、優勝はまたも逃した。
IAAFダイヤモンドリーグにおいて6年連続の年間優勝を達成した。

### 2016年
2連覇が懸かったリオデジャネイロ五輪は順調に5m98まで成功。しかし6m03を成功させた地元ブラジルのチアゴ・ブラス・ダ・シルバに逆転される。ラビレニは再逆転を狙って6m08に挑戦するが失敗し、オリンピック2連覇はならず銀メダルに終わった。表彰式では悔し涙を流している。

## 主な成績
| 西暦 | 年齢 | 大会                     | 場所                         | 種目   | 結果     | 記録 |
| ---- | ---- | ------------------------ | ---------------------------- | ------ | -------- | ---- |
| 2007 | 20   | ヨーロッパU23選手権      | デブレツェン(ハンガリー)     | 棒高跳 | 10位     | 5m30 |
| 2008 | 21   | 世界室内選手権           | バレンシア(スペイン)         | 棒高跳 | 予選落ち | 5m55 |
| 2009 | 22   | ヨーロッパ室内選手権     | トリノ(イタリア)             | 棒高跳 | 1位      | 5m81 |
| 2009 | 22   | ヨーロッパチーム選手権   | レイリア(ポルトガル)         | 棒高跳 | 1位      | 6m01 |
| 2009 | 22   | 世界選手権               | ベルリン(ドイツ)             | 棒高跳 | 3位      | 5m80 |
| 2010 | 23   | 世界室内選手権           | ドーハ(カタール)             | 棒高跳 | 予選落ち | 5m45 |
| 2010 | 23   | ヨーロッパチーム選手権   | ベルゲン(ノルウェー)         | 棒高跳 | 1位      | 5m70 |
| 2010 | 23   | ヨーロッパ選手権         | バルセロナ(スペイン)         | 棒高跳 | 1位      | 5m85 |
| 2010 | 23   | IAAFコンチネンタルカップ | スプリト(クロアチア)         | 棒高跳 | 2位      | 5m90 |
| 2010 | 23   | ダイヤモンドリーグ       | ダイヤモンドリーグ           | 棒高跳 | 年間優勝 | 20pt |
| 2011 | 24   | ヨーロッパ室内選手権     | パリ(フランス)               | 棒高跳 | 1位      | 6m03 |
| 2011 | 24   | ヨーロッパチーム選手権   | ストックホルム(スウェーデン) | 棒高跳 | 5位      | 5m50 |
| 2011 | 24   | 世界選手権               | テグ(韓国)                   | 棒高跳 | 3位      | 5m85 |
| 2011 | 24   | ダイヤモンドリーグ       | ダイヤモンドリーグ           | 棒高跳 | 年間優勝 | 20pt |
| 2012 | 25   | 世界室内選手権           | イスタンブール(トルコ)       | 棒高跳 | 1位      | 5m95 |
| 2012 | 25   | ヨーロッパ選手権         | ヘルシンキ(フィンランド)     | 棒高跳 | 1位      | 5m97 |
| 2012 | 25   | ロンドン五輪             | ロンドン(イギリス)           | 棒高跳 | 1位      | 5m97 |
| 2012 | 25   | ダイヤモンドリーグ       | ダイヤモンドリーグ           | 棒高跳 | 年間優勝 | 24pt |
| 2013 | 26   | ヨーロッパ室内選手権     | ヨーテボリ(スウェーデン)     | 棒高跳 | 1位      | 6m01 |
| 2013 | 26   | ヨーロッパチーム選手権   | ゲーツヘッド(イギリス)       | 棒高跳 | 1位      | 5m77 |
| 2013 | 26   | 世界選手権               | モスクワ（ロシア）           | 棒高跳 | 2位      | 5m89 |
| 2013 | 26   | ダイヤモンドリーグ       | ダイヤモンドリーグ           | 棒高跳 | 年間優勝 | 22pt |
| 2014 | 27   | ヨーロッパチーム選手権   | ブラウンシュバイク(ドイツ)   | 棒高跳 | 1位      | 5m65 |
| 2014 | 27   | ヨーロッパ選手権         | チューリッヒ(スイス)         | 棒高跳 | 1位      | 5m90 |
| 2014 | 27   | ダイヤモンドリーグ       | ダイヤモンドリーグ           | 棒高跳 | 年間優勝 | 28pt |
| 2014 | 27   | コンチネンタルカップ     | マラケシュ(モロッコ)         | 棒高跳 | 1位      | 5m80 |
| 2015 | 28   | ヨーロッパ室内選手権     | プラハ(チェコ)               | 棒高跳 | 1位      | 6m04 |
| 2015 | 28   | 世界選手権               | 北京（中国）                 | 棒高跳 | 3位      | 5m80 |
| 2015 | 28   | ダイヤモンドリーグ       | ダイヤモンドリーグ           | 棒高跳 | 年間優勝 | 21pt |
| 2016 | 29   | リオデジャネイロ五輪     | リオデジャネイロ(ブラジル)   | 棒高跳 | 2位      | 5m98 |

## 記録
- 棒高跳
  - 屋外 6m05（2015年） フランス記録 （世界歴代2位タイ）
  - 室内 6m16（2014年） 世界室内記録歴代2位・フランス記録
- 100m 11秒04（2011年）
- 110mH 14秒51（2010年）
- 走幅跳 7m37（2012年）
- 十種競技 6676点（2013年）
- 室内七種競技 5363点（2008年）